# Engelepogon pallida
Engelepogon pallida är en tvåvingeart som beskrevs av Theodor 1980. Engelepogon pallida ingår i släktet Engelepogon och familjen rovflugor.
Artens utbredningsområde är Israel. Inga underarter finns listade i Catalogue of Life.